# نيكو (ممثلة)
نيكو (بالألمانية: Nico )‏ (و. 1938 – 1988 م) اسمها الأصلي كريستا بافجن (بالألمانية: Christa Päffgen؛ 16 أكتوبر 1938 - 18 يوليو 1988) كانت عارضة أزياء ومغنية وممثلة ألمانية،
هي ممثلة، وعارضة، ومغنية، وملحنة، وموسيقية، وممثلة أفلام ألمانية، اشتهرت باسمها الفنّي نيكو.

## حياتها
ولدت في كولونيا،
باسم كريستا بافجن والداها هما فيلهلم ومارجريتا "جريتا" بافجن (سابقًا شولتز، 1910-1970). كان والدها فيلهلم سليل عائلة صناعة الجعة بافجين كولش ( (Päffgen Kölsch) وهي إحدى العائلات الثرية في كولونيا، وكان كاثوليكيًا، أمّا والدتها غريتا فكانت من عائلة متواضعة وكانت بروتستانتية المذهب. عندما بلغت نيكو العامين من العمر انتقلت مع والدتها وجدها إلى غابة شبريفالد خارج برلين هربًا من القصف على كولونيا الذي قام به الحلفاء خلال الحرب العالمية الثانية. تم تجنيد والدها ضمن جنود الفيرماخت وقتل عام 1942 برصاصة قناص في الرأس، أو بسبب مضاعفات صدمة المعركة.

## التعليم
تعلمت في مسرح لي ستراسبرغ ومعهد السينما ‏.

## مسيرتها المهنية والفنية
بعد أن تركت المدرسة في سن 13 عامًا، عملت عارضة أزياء. في بداية مسيرتها المهنية كعارضة أزياء التقت بمصور أزياء أطلق عليها اللقب "نيكو" الذي رافقها طوال مسيرتها المهنية، وقد أطلق عليها هذا اللقب نسبة إلى اسم المخرج نيكو باباتاكيس. سطع نجم نيكو في عروض الأزياء، فغادرت برلين وانتقلت إلى باريس، حيث عملت كعارضة أزياء لأهم مجلات الموضة في أواخر الخمسينيات من القرن العشرين. خلال هذه الفترة، عملت عارضة أزياء في عدد من البلدان الأوروبية المختلفة، وبالتالي اكتسبت وأجادت التحدّث بعدد كبير من اللغات: الألمانية، والإنجليزية، والإيطالية، والإسبانية، والفرنسية.
بعد ظهورها في عدد من الإعلانات التلفزيونية، بدأت تحصل على أدوار في الأفلام السينمائية، وكان من أبرزها دورها في فيلم La Dolce Vita للمخرج فيديريكو فليني. في هذه المرحلة، غادرت نيكو أوروبا وانتقلت إلى نيويورك لدراسة التمثيل. في عام 1963، حصلت نيكو على الدور الرئيسي في فيلم جاك بوتراند Strip-Tease، والذي سجلت له أيضًا الأغنية الرئيسية التي كتبها الموسيقي سيرج غينسبور. وفي الوقت نفسه أنجبت ابنها آري الذي كان والده الممثل آلان ديلون.
في عام 1965، بعد أن تعرفت على عضو فرقة رولينج ستونز بريان جونز، سجلت الأغنية المنفردة "أنا لا أقول". وبعد فترة وجيزة، كتب من أجلها الموسيقار بوب ديلان أغنيته "سأحتفظ بها معي". وفي تلك الحقبة انضمت إلى المجموعة الملونة للفنان آندي وارهول وتعاونت معه في عدد من أفلامه التجريبية. وفي الوقت نفسه، بدأت بالاندماج ضمن أعضاء فرقة Velvet Underground التي تعمل خارج مساحة عمل وارهول، وتعاونت معهم في عروضهم، وعندما كانوا يعزفون على المسرح كان وارهول يعرض أفلامه على أعضاء الفرقة. في الألبوم الأول لفرقة Velvet Underground The Velvet Underground and Nico، الذي صدر عام 1967، غنت نيكو ثلاث مقطوعات منفردة، وفي بعض الأغاني قامت بأداء غناء في الخلفية.
في ذلك الوقت، كانت نيكو على علاقات مع عدد من الموسيقيين، من بينهم براين جونز من فرقة رولينج ستونز، ومغني فيلفيت أندرغراوند لو ريد، وشريكه جون كايل، ومغني The Doors جيم موريسون، ومغني Stooges إيجي بوب.
بعد انتهاء المشروع المشترك بينها وبين فرقة Velvet Underground، تركت نيكو المجموعة وبدأت بالعمل كمغنية مستقلة. وبالفعل أصدرت في ذلك العام ألبومها الأول "تشيلسي جيرل". يتضمن هذا الألبوم الذي يتميّز بطابع الصّدى الصوتي أغانٍ لبوب ديلان، وجاكسون براون، وتيم هاردين، وأعضاء فرقة "فيلفيت أندرغراوند". قالت نيكو إنها لم تكن راضية عن النتيجة النهائية، وأرادت إضافة المزيد من صوت القيثارات وتقليل الأوتار، لكن شركة التسجيل لم توافق على ذلك. بعدها بعامين، في عام 1969، كتبت نيكو جميع أغاني الألبوم The Marble Index. قام بالتوظيب وتعديل الألبوم عضو فرقة "فيلفيت أندرغراوند"، جون كايل.
في السبعينيات من القرن العشرين سجلت نيكو ثلاثة ألبومات، هي: Desertshore (1970)، The End (1973)، 1 يونيو (1974). تم إنتاج الألبومات الثلاثة بواسطة جون كايل الذي شارك أيضًا في العزف، وكان الموسيقي بريان إينو ضيفًا في ألبوم Desertshore. في الثمانينيات سجلت نيكو ألبومين: صدر الأول في عام 1981 بعنوان "دراما المنفى" - وهو الألبوم الذي جمع بين موسيقى الروك ووموسيقى الشرق الأوسط. صدر ألبوم نيكو الأخير في عام 1985 وكان عنوانه Camera Obscura، اشتمل هذا الألبوم على موسيقى ذات طابع تجريبي، تشوبه مسحة من الجاز.

## وفاتها
توفيت عن عمر يناهز 50 عاماً في 18 يوليو 1988، وذلك أثناء قضائها إجازة مع ابنها آري في إيبيزا، حينما سقطت أثناء ركوبها الدراجة، وحاول سائق سيارة أجرة مر بالمنطقة بالصدفة فوجدها فاقدة للوعي، وحاول علاجها فنقلها إلى المستشفى. وبعد تشخيص خاطئ، ظنوا أنها مصابة بالجفاف، لكن اتضح بعد الوفاة أنها أصيبت نتيجة سقوطها عن الدراجة بنزيف في الدماغ. دُفنت نيكو إلى جانب والدتها في نفس المقبرة في برلين.

## وصلات خارجية
- نيكو على موقع IMDb (الإنجليزية)
- نيكو على موقع الموسوعة البريطانية (الإنجليزية)
- نيكو على موقع روتن توميتوز (الإنجليزية)
- نيكو على موقع ألو سيني (الفرنسية)
- نيكو على موقع ميوزك برينز (الإنجليزية)
- نيكو على موقع رولينغ ستون (الإنجليزية)
- نيكو على موقع أول موفي (الإنجليزية)
- نيكو على موقع قاعدة بيانات الأفلام السويدية (السويدية)
- نيكو على موقع إن إن دي بي (الإنجليزية)
- نيكو على موقع أول ميوزيك (الإنجليزية)